# Nico Brandenburger
Nico Brandenburger est un footballeur allemand né le 17 janvier 1995 à Berlin. Il évolue au poste de milieu défensif au Preußen Münster.

## Palmarès

### En équipe nationale
- Allemagne -17 ans
  - Finaliste du Championnat d'Europe de football des moins de 17 ans en 2012